# Eddsworld
Eddsworld (conocido de manera no oficial como MundoEdd en español) es una serie animada de comedia independiente británica de animación por Flash, creada por Edd Gould. En 2003, Eddsworld formó parte de CakeBomb (una producción disuelta), pero siempre se ha destacado como su propia franquicia. Eddsworld tiene más de sesenta episodios (llamados eddisodes, o "eddisodios" en español), más de 400 cómics, juegos flash, y varios dibujos en distintos medios como YouTube, Albino Blacksheep, Newgrounds, DeviantART, y la BBC. Los episodios son el punto focal de la organización, protagonizada por Edd, Tom, Matt, y previamente Tord y va de entre 30 segundos a 10 minutos. Las animaciones eran creadas exclusivamente por Edd Gould

## Personajes
Los personajes principales se basan libremente en sus homólogos en la vida real. Este, con más de adicciones exagerada ser una constante para cada personaje, junto con frases, establece la dinámica entre los personajes.
Edd (voz de Edd Gould [2004-2012] y Tim Hautekiet [2012-2016]) es el personaje principal de Eddsworld. Es el que principalmente trae la comedia a la serie con varias de sus bromas. Lleva una sudadera verde con capucha y debajo una camiseta que dice "Smeg Head", utiliza pantalones cafés claros, tenis verdes con una tonalidad más clara que su sudadera y tiene el pelo castaño. Le gusta la Coca-Cola, el tocino y los retruécanos de decisiones, lo que molesta a los demás personajes. Edd es también visto como optimista, lo cual puede atribuirse a su liderazgo además de ser el más inteligente del grupo.
Tom (voz de Tom Ridgewell, previamente un miembro de CakeBomb) Tom es el personaje más serio, el no se lleva nada bien con Tord, que es uno de los amigos de Edd. El lleva una sudadera con capucha azul, pantaloncillos de color negro, tenis con estampado de ajedrez (al igual que muchas cosas más que tiene) y tiene cabello anti gravedad de color castaño claro. Es conocido por ser un alcohólico, su bebida favorita es Smirnoff (un tipo de vodka de origen ruso) , siempre suele llevarlos en una licorera. Sus ojos no poseen retina (haciendo referencia a la personalidad de Ridgewell como caricatura), pero esto no le afecta a la vista. Uno de los protagonistas lo apoda "Testigo de Jehová" probablemente debido a que Tom tiene un profundo odio a la Navidad. Es el más pesimista y "amargado" del grupo. Tom también es conocido por decir "Santo" y luego poner dos sustantivos totalmente aleatorios cuando se sorprende (Por ejemplo: Santos ponys comiendo macarronis), lo cual de vez en cuando le causa molestia a sus compañeros. También es informado por ser el personaje más popular de la serie Eddsworld. 
Matt (voz de Matt Hargreaves) es otro amigo de Edd y viste una sudadera con capucha púrpura, anteriormente negra (2005-2007) con un saco verde encima y pantalones de mezclilla azules. Él es también el único que tiene el cabello naranja y mentón cuadrado (igual que en la vida real). Él es conocido por estar obsesionado con su apariencia, incluso en cuanto a ser atraído por su propia apariencia es el menos intelectual del grupo.
Matt tiene la costumbre de guardar objetos innecesarios y acumularlos en su cuarto a montones. También es conocido por decir "not the face! (No en la cara!)" cuando un objeto amenaza con golpear. Otra de sus frases conocidas es "Indubitably" (Indubicitable) diciendo "Indudable" de mal forma.
Tord (voz de Tord Larsson) Llevaba una gabardina negra, pantalones y zapatos negros en los primeros episodios, su cabello era café oscuro (2004), a partir de 2006 vistió una sudadera con capucha de color rojo, pantalones negros y tenis de igual color, su cabello es uno de los más peculiares del grupo, con un color castaño claro y dos mechones simulando cuernos (el cual fue copiado por uno de los personaje de Futurama).
A este personaje Normalmente se le ve fumando. Él era conocido por ser el personaje más violento, y era a menudo el primero en sacar armas de fuego ante cualquier situación, por lo que los fanes comenzaron a llamarle el "Gatillo fácil" del grupo. Al parecer, odia la canción "Sunshine Lollipops and Rainbow de Lesley Gore". También fue el único personaje no inglés, debido a que es originario de Noruega, con un notable acento al hablar.
Hay una teoría que afirma que Tord es el llamado "Líder rojo" que como su nombre indica, es líder de una armada (La armada roja) que domina una clase de terrorismo/comunismo con el objetivo de dominar el mundo. Como uniforme usa su misma sudadera, donde por encima viste una gabardina de color azul marino con una insignia que pone su nombre. Luego del episodio The End, los fanes asumieron que toda la parte derecha de su cuerpo fue tan dañada que tuvieron que quitarle el brazo y reemplazarlo con uno robótico. También se quedó ciego del ojo derecho, por el que lleva un parche negro (Similar al de los piratas). Eso junto al uniforme militar, los fanáticos tomaron tal diseño para el Líder Rojo. Sin embargo, Tomska luego de unos años, reveló el verdadero diseño del Líder y su verdadero papel como personaje. Se sigue teorizando que es Tord, y se utilizan tanto el diseño "fanon" como el canon para hacer fanarts.
Hay muchos invitados o personajes secundarios que hacen repetidas apariciones en los episodios, la voz de Josh Tomar "Tomamoto" , Chris O'Neil, Eddie "EddEgg" Bowley, Chris "Bing" Bingham, Christopher "DIWI" Diewald, Paul ter Voorde y Dom Charbonneau 'Hellucard'. Los personajes que interpretan tienen un papel en la serie, algunos se utilizan principalmente como correr gags, pero en ocasiones asumen posiciones como protagonistas de los episodios en solitario.
Paul (Voz de Paul Ter Voorde). Es un miembro de la armada, aparte de ser recurrente en la serie, haciendo algunos chistes o haciendo aparición en forma de "Easter Egg" (Secreto) en algunas escenas. La mayoría de las veces tiene un cigarrillo en la boca. Él usa un suéter rojo y una gabardina azul (siendo este su uniforme). También es reconocido por tener cejas gruesas. Es el avatar de Paul Ter Voorde, y aparece recurrentemente en la serie debido a que su homólogo en la vida real, era un amigo de Edd gould. actualmente tras la muerte de "Edd Gould" él es el animador oficial de Eddsworld.
Patryk (voz de Patryk Dudulewicz). Es otro soldado de la armada, al igual que Paul, de hecho son compañeros, como se los ve siempre juntos. También hace apariciones secretas (easter eggs) y cameos. De apariencia, tiene cabello castaño algo largo y el mismo uniforme rojo y azul. En la vida real es polaco (por lo que se diría que su avatar también) y un donador para la serie.
Hellucard (voz de Dominic Chorbonneau). Fue un personaje secundario que aparecía con poca frecuencia, solamente decía un pequeño diálogo “¡Hey Edd!” pronunciando mal el nombre de Edd debido a que es un personaje de chiste.Usa una camisa negra,a veces con una calavera; unos jeans azules y el pelo claro,tal vez rubio. Hellucard es canadiense y es el único personaje que ha muerto y no ha revivido.
También aparecen los "gemelos malvados" de los protagonistas (excepto de Tord):
Eduardo- Es la versión contraria de Edd, convirtiéndose en el gruñón, presumido y probablemente odie a sus compañeros. Tiene una camisa verde oscuro y un bigote. También se dice que es español.
Mark- Es la  versión contraria de Matt, no habla mucho ni se dice mucho de él, pero al ser su contrario posiblemente sea inseguro y con baja autoestima. Es rubio y viste un suéter morado, su mentón tiene una forma que se asemeja a un trasero.
Jon- Es la versión contraria de Tom, volviéndose tierno e inocente. Tiene una camisa azul y también tiene ojos negros excepto que los suyos son más pequeños.

## Etapas

### Era Clásica (2003 - 2012)
Primer episodio: Edd (2003). Ultimo episodio: Space Face (Part 1) (2012)
Eddsworld inicia en 2003 con una animación titulada Edd, y a partir de ahí, se harían aventuras de Bendee, un hombrecito de palo color negro que estaría presente hasta el debut de Edd en el año 2004. Esta etapa estuvo dirigida por Edd Gould con ayuda de muchos de sus amigos, entre ellos Tom Ridgewell, Matt Hargreaves y Tord Larsson. Esta era finalizó en marzo de 2012 tras la muerte de Gould tras varios años luchando contra la leucemia que le fue detectada en 2006. Algunos de los episodios de esta era han sido "remasterizados" ya que Edd utilizó principalmente música con derechos, aunque los originales pueden seguir siendo vistos en la cuenta oficial de Newgrounds.

### Era Legacy (2012 - 2016)
Primer episodio: Space Face (Part 2) (2012). Ultimo episodio: The End (Part 2) (2016)
Tras la muerte de Edd Gould en marzo de 2012, la serie pasaría a ser dirigida por Tom Ridgewell. En esta era, Tom haría casting para encontrar una nueva voz para Edd, contrataría varios animadores, músicos y actores de voz. Algunos que participaron en la "Era Clásica", se integrarían al equipo en esta nueva etapa. Ridgewell se retiraría después de esta etapa para ceder la dirección a la familia de Edd. Todo el crew de Eddsworld se disolvería, con excepción de algunos pocos que continuarían en la etapa siguiente.

### Era Beyond (2020 - actualidad)
Primer episodio: Fan Service 2. Ultimo episodio lanzado hasta la fecha: Edd Takes Out The Trash
Tiro de Tom Ridgewell, la familia de Edd otorgó a Matt Hargreaves encargarse de la serie. Matt, junto a Christopher Bingham y algunos de las anteriores etapas, seguirían con Eddsworld a partir de agosto de 2020. Al igual que la etapa Legacy, se hizo un nuevo equipo de producción que incluía algunos de los miembros originales, nuevos animadores y actores de voz.

## Controversias

### Retiro de Tord Larsson
Tord Maximillian Cyrano Welhaven (Noruega, 6 de septiembre de 1989), más conocido como Tord Larsson, dejó la serie en 2008 porque no deseaba que su fama se debiera al éxito de Edd y su serie, pues él sería conocido solamente como "Tord de Eddsworld", por lo que decidió salir del proyecto en busca de seguir adelante con su carrera como dibujante y hacerse por sí mismo. Tras esto, pide a Edd que retirara su personaje de la serie. En el episodio "25ft Under The Seat", en el episodio "the end (part 1)" se explica en un flashback de matt que se fue a la gran ciudad para seguir su sueño.
Tord volvió a actuar dentro de la serie en 2010 en el episodio WTFuture por un corto tiempo, redoblando una de sus líneas dicha en Zombeh Attack (2005). Esta sería la última participación definitiva de Larsson en Eddsworld.
En 2012, tras la muerte de Edd Gould, subió un video a su canal de YouTube explicando el porqué de su retiro de Eddsworld. Explica que los seguidores de esta serie le incomodaban por su supuesta rivalidad con Tom Ridgewell, y principalmente, por su afición al hentai, pero esto solo era parte del personaje y no en la vida real. Estas características se vieron en un corto llamado Eddsworld: Behind the Scenes (2005). Terminada su explicación, tomó una Coca-Cola en honor a Edd ya que no pudo estar presente en el funeral en Londres. Actualmente ese video ya no existe, solo queda un remanente en un video hecho por Tom Ridgewell llamado Your Eulogy, homenajeando a Edd tras su muerte, en octubre del año 2024 fue encontrado el video por el usuario "Blinky so Stinky" el cual ha participado en la recuperación del corto de eddsworld "Weiner Mobile" se teoriza que participe en el grupo de "lost eddsworld" el cual se dedica a encontrar contenido perdido de eddsworld.
En 2016, como conclusión de Eddsworld: Legacy, Tord vuelve a aparecer como protagonista y antagonista del último episodio de esta etapa: The End. En esta ocasión, Tord no sería interpretado por el mismo Tord Larsson, sino por Jamie Spicer-Lewis.
Actualmente el paradero de Tord se encuentra perdido.

### Abuso sexual
En 2021, Rachael Kiki, voz de Tamara en la etapa Beyond, denunció a través de Twitter que Jamie Spicer-Lewis abusó de ella cuando era menor de edad. Este testimonio fue apoyado por Matt Hargreaves, incluidos miembros antiguos de la serie como Tom Ridgewell y Eddie Bowley, haciendo que el equipo actual de Eddsworld vetara a Spicer-Lewis de cualquier otro futuro proyecto de Eddsworld.

## Equipo de producción

### Dibujo y animación

#### Era clásica (2003 - 2012)
- Edd Gould
- Paul Ter Voorde (animación adicional)

#### Era Legacy (2012 - 2016)
- Paul Ter Voorde (Space Face, Date Night, Fun Dead, The End (parte 1)
- Pearl Zhang (Tom Tales of Crazy)
- Tobias Knitt (Hide and Seek)
- Anthony Price (PowerEdd)
- Sandra Rivas (Mirror Mirror)
- Brandon Turner (Trick or Threat, Christmas Eddventure)

#### Era Beyond (2020 - presente)
- Jon Lopez
- Collin Bogerts
- Vicent Vintdoo
- Franchesca Pun
- William Crinion
- Karla Sánchez
- Kevin Lordi
- Andy W. Clift

### Escritores
- Edd Gould (2003 - 2012)
- Tord Larsson (The Dudette Next Door)
- Tom Bown (2010 - 2011)
- Tom Ridgewell (2003 - 2016)
- Matt Hargreaves (2008 - actualidad)
- Christopher Bingham (2020 - 2023)
- Andy Clift (2023 - actualidad)

Diseño sonoro
- Tom Ridgewell (música, foleys)
- Dan Pugsley (Foleys)
- Todd Bryanton (música)
- Yoav Landau (música)

## Actores de Voz
Protagonistas
- Edd: Edd Gould (2003 - 2012), Tim Hautekiet (2012 - 2016), George Gould (2020 - actualidad)
- Tom: Alex L'Abbé (Eddsworld Christmas Special 2004), Tom Ridgewell (2005 - 2016), Ed Templer (2020 - presente)
- Matt: Matt Hargreaves (desde 2005)
- Tord: Alex L'Abbé (Eddsworld Christmas Special, Zombeh Attack), Tord Larsson (2005 - 2008, WTFuture), Edd Gould (Zombie Attack III), Jamie Spicer-Lewis (2016)

Antagonistas
- Eduardo: Chris O'Neill (2010, 2020 - presente), Brock Baker (2014, 2016 - presente)
- Jon: Eddie Bowley
- Mark: Ben Rudman
- Chris Bingbong: Christopher Bingham (2008, 2010)
- Zanta Claws: Josh Tomar

Secundarios
- Paul Ter Voorde: Él mismo (2008 - 2012)
- Santa Claus: Alex Farmer (2004), Josh Tomar (2008 - actualidad)
- Hellucard: Dominic Charbonneau
- Ell: Victoria Gould
- Tamara: Chloe Dungate (Mirror Mirror), Rachel Kiki (Casting Call)
- Matilda: Alice Ann Stacy (Mirror Mirror), Jennifer Bingham (Casting Call)

Episódicos
- Kim: Kira Buckland (The Dudette Next Door)
- Katya: Kira Buckland (The Dudette Next Door)
- Ash Williams: Bruce Campbell (archivo)
- Ángel Guardian: ¿? (Eddsworld Christmas Special 2005)
- Lucifer: Tom Ridgewell (Hello Hellhole)
- Larry: Edd Gould (Spares)
- CEO de Internet: Harry Partridge (MovieMakers)
- Diwi: Christopher Diewald (MovieMakers, Casting Call)
- Mark: ¿? (MovieMakers)
- Laurel: Laurel Dearing (MovieMakers)
- Edd del Futuro: Edd Gould (WTFuture)
- Anciana/Grandmado: Ken Ashcorp (WTFuture) Dave McElfatrick (The End - Parte 2)
- Tom del Futuro: Tom Ridgewell (WTFuture)
- Matt del Futuro: Matt Hargreaves (WTFuture)
- Comandante Bai: Jamie Spicer-Lewis (Space Face)
- Patryk Dudulewicz: Él mismo (The Snogre)
- Hombre de Nieve: Todd Bryanton (The Snogre, Christmas Eddventure)
- Nievogro: Tom Ridgewell (The Snogre)
- Matt Hargreaves: Él Mismo (Casting Call)

## En otros idiomas
Eddsworld solo tiene un doblaje oficial (aun no presentado) en idioma alemán dirigido por Christopher Diewald. 
El fandub en español latinoamericano es hecho en Ecuador con dirección de Rommel Sánchez"Ralotrexx", llamando a la serie "MundoEdd". En este doblaje también participan otros fandubers de otros países como Chile, Argentina, Perú o Colombia.
También existen otros fandubs hechos en Italia y Polonia.